# 8413 Kawakami
8413 Kawakami è un asteroide della fascia principale. Scoperto nel 1996, presenta un'orbita caratterizzata da un semiasse maggiore pari a 2,2339993 UA e da un'eccentricità di 0,1240094, inclinata di 5,91354° rispetto all'eclittica.